# Interstate 55
Interstate 55 (I-55) é uma importante rodovia interestadual na região central dos Estados Unidos. Assim como a maioria das interestaduais primárias que terminam em um cinco, é uma importante rota norte-sul que cruza o país, conectando o Golfo do México aos Grandes Lagos. De sul a norte, a rodovia passa por Luisiana, Mississippi, Tennessee, Arkansas, Missouri e Illinois. A rodovia vai de Laplace, Louisiana, na I-10, até Chicago, Illinois, na U.S. Route 41 (US 41, Lake Shore Drive), em McCormick Place. As principais cidades às quais a I-55 se conecta são (do sul para o norte) Nova Orleans, Luisiana; Jackson, Mississippi; Memphis, Tennessee; St. Louis; e Chicago, Illinois.
A seção da I-55 entre Chicago e St. Louis foi construída como uma rota alternativa para a U.S. Route 66 dos EUA (US 66). A interestadual cruza o Rio Mississippi duas vezes: uma em Memphis e outra em St. Louis.